# Neophaenis lichenea
Neophaenis lichenea là một loài bướm đêm trong họ Noctuidae.